# Ramshyttan, Örebro kommun

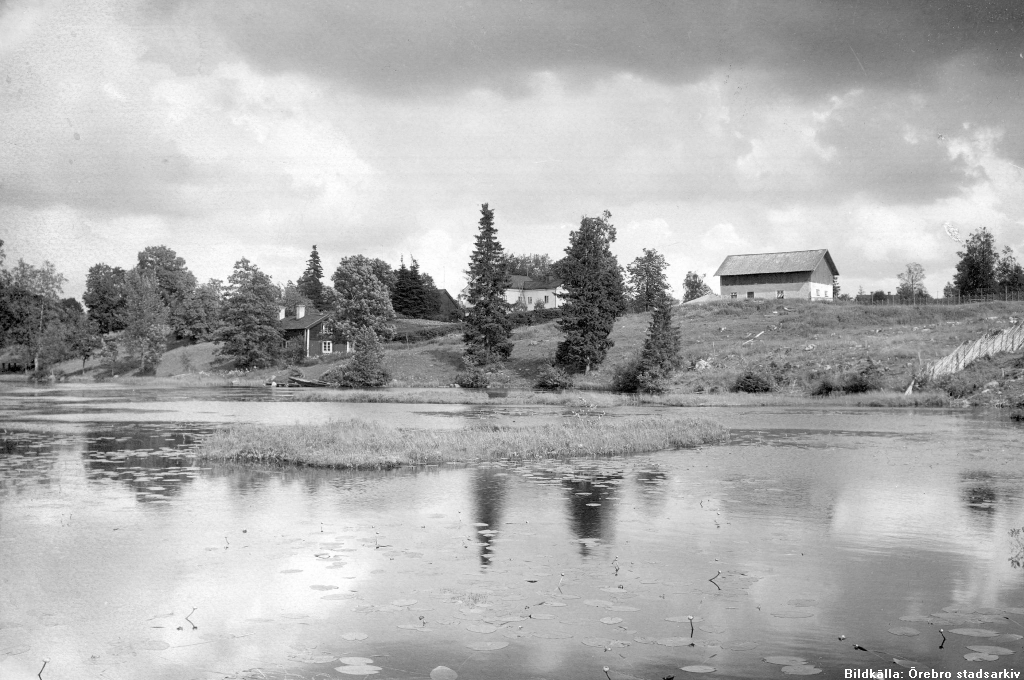
Ramshyttan, Örebro kommun. Smeddammen i förgrunden.

Ramshyttan är en by i Kilsbergen, Kils socken, inom Örebro kommun, ett par mil nordnordväst om Örebro centrum.
I Ramshyttan fanns förr en masugn. Den omnämns först år 1539. Då fanns i Ramshyttan 6 bergsmän. Driften pågick fram till år 1770, då det blåstes i hyttan för sista gången. Driften flyttades till Lockhyttan, belägen 5 km söderut.
I Ramshyttan fanns även en stångjärnshammare som togs i bruk 1635. Smidet fortsatte med smärre avbrott fram till år 1908.
Ramshyttan med omgivande skogar inköptes år 1930 av Örebro pappersbruk. Dagens Ramshyttan består av ett tiotal gårdar. Rester av ett gammalt vattenhjul ("Vattsläggan") finns kvar vid ett torp invid bybäcken. Nedanför dammen syns rester av den gamla smedjan.

## Rammsjön
Nära Ramshyttan ligger Rammsjön, en naturskön insjö, där Örebro kommun iordningställt en badplats.